# L'après-midi d'un faune (balé)

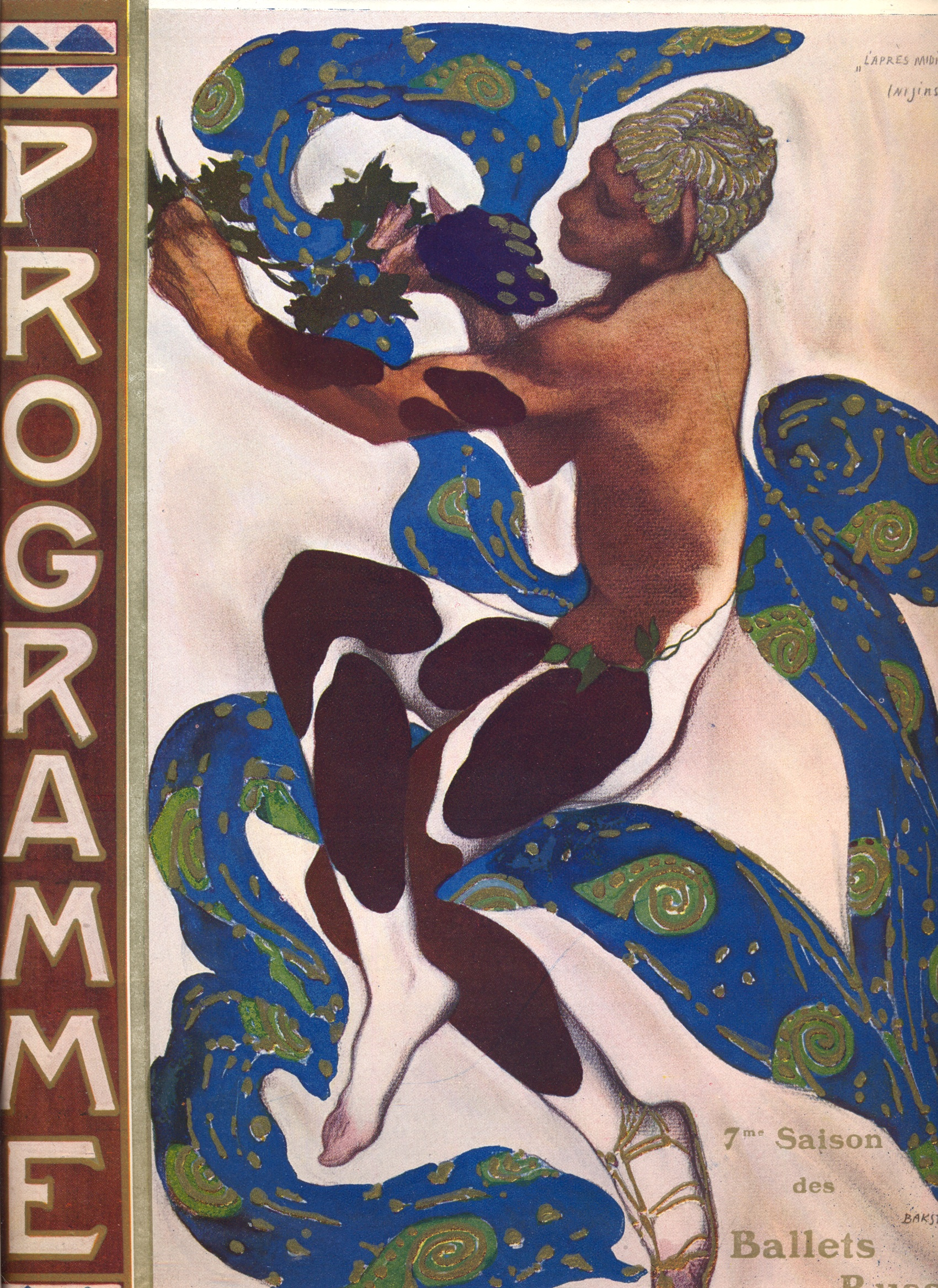
Nijinski como o fauno, retratado por Léon Bakst.

L'après-midi d'un faune é um balé, inicialmente coreografado por Vaslav Nijinski para os Ballets Russes, tendo por fundo o Prélude à l'après-midi d'un Faune de Claude Debussy, e que recebeu posteriormente duas outras coreografias. Todas têm por base o poema L'après-midi d'un faune, do poeta francês Stéphane Mallarmé

## O Fauno de Nijinsky
A primeira apresentação do balé deu-se no Théâtre du Châtelet, em Paris, no dia 29 de maio de 1912, e o próprio Nijinski dançou o papel principal. Além da cena descrita no poema de Mallarmé, uma pequena centa introdutória foi acrescida.

### Argumento
Numa pequena colina um fauno desperta, toca sua flauta e come algumas uvas. Surge um pequeno grupo de três ninfas, seguida por outro grupo com uma ninfa principal, que balança um lenço. Elas dançam no centro do palco, atraindo a atenção do fauno que as persegue enquanto fogem, ficando apenas a ninfa principal. Ambos bailam até que também ela escapa, deixando seu lenço aos pés do fauno; ele o pega, enquanto três outras ninfas procuram recuperá-lo. O fauno retorna para o monte contemplando fascinado o objeto. Então, colocando-o ao chão, deita-se sobre um pano..

## Outros balés
L'après-midi d'un faune foi coreografado, em 1953 por Jerome Robbins, no City Center of Music and Drama de Nova Iorque. Teve cenografia e iluminação por Jean Rosenthal, e figurino de Irene Sharaff.
A terceira versão usou materiais diferentes dos de Nijinski, e foi feita pelo coreógrafo Tim Rushton, estreando em fevereiro de 2006 no Orange County Performing Arts Center, em Costa Mesa, Califórnia.